# Vernouillet, Yvelines
Vernouillet är en kommun i departementet Yvelines i regionen Île-de-France i norra Frankrike. Kommunen ligger i kantonen Triel-sur-Seine som tillhör arrondissementet Saint-Germain-en-Laye. År 2022 hade Vernouillet 9 953 invånare.

## Befolkningsutveckling
Antalet invånare i kommunen Vernouillet
| Referens: INSEE |